# Strobilanthopsis
- Commons
- Wikispecies

Strobilanthopsis S.Moore, 1900, segundo o Sistema APG II, é um gênero botânico da família Acanthaceae, encontrado nas regiões tropicais da África.

## Sinonímia
- Pseudacanthopale Benoist

## Espécies
As principais espécies são:
- Strobilanthopsis deutziaefolius
- Strobilanthopsis glutinifolia
- Strobilanthopsis hircina
- Strobilanthopsis hypericifolius
- Strobilanthopsis linifolia
- Strobilanthopsis prostrata
- Strobilanthopsis rogersii